# Hesperis (albedo)
Hesperis  è una caratteristica di albedo della superficie di Mercurio.